# Млака-при-Кочевській Рекі
Млака-при-Кочевській Рекі (словен. Mlaka pri Kočevski Reki) — поселення в общині Кочев'є, регіон Південно-Східна Словенія, Словенія. Висота над рівнем моря: 617,8 м.